# Christoph Friedrich Steffen von Plettenberg
Christoph Friedrich Steffen von Plettenberg (Christoph Friedrich Stephan von Plettenberg; in manchen Urkunden findet sich auch die Reihenfolge Friederich Christoph) zu Lenhausen-Stockum (* 30. November 1698 in Plettenberg; † 17. März 1777 auf Haus Heyde bei Unna) nahm als Offizier im Dienste Friedrichs des Großen an den drei Schlesischen Kriegen teil, zuletzt im Rang eines Generalleutnants. Er war Träger des Ordens Pour le Mérite. 1743 kaufte er das Wasserschloss Haus Heyde bei Unna, auf dem er den Ruhestand verlebte und starb.

## Herkunft
Er gehörte einer protestantischen Linie der weit verzweigten Familie von Plettenberg an, der mit dem Unteren Haus in Lenhausen begüterten Linie Plettenberg-Stockum. Seine Vorfahren waren zum großen Teil Offiziere. Sein Vater Mauritz Henrich von Plettenberg, Herr zu Lenhausen, Finnentrop und Stockum, war Generalmajor der Infanterie in holländischen Diensten. Seine Mutter war Marie Elisabeth, geborene von Plettenberg, aus der Linie Schwarzenberg.
Nach dem Brand des Unteren Hauses 1732 verkaufte er im folgenden Jahr die Ruine und seinen gesamten Lenhauser Besitz an den der katholischen Linie Plettenberg-Lenhausen angehörenden Besitzer des heute noch bestehenden Oberen Hauses, den Reichsgrafen Friedrich Bernhard Wilhelm von Plettenberg.

## Militärische Laufbahn
Wie damals wohl üblich, trat Plettenberg schon früh in den Militärdienst ein, und zwar in Preußen unter König Friedrich Wilhelm I., dem so genannten Soldatenkönig. 1715, also mit 17 Jahren, war er „Estandartenjunker“ beim preußischen Kürassierregiment von Albe. Am 16. September 1718 war er Kornett, am 18. Mai 1723 „Lieutenant“ und am 11. Juni 1731 Stabsrittmeister. Am 29. Oktober 1733 wurde er zum Rittmeister und „Kompagniechef“ im Kürassierregiment von Bredow bestellt.
Nach dem Tod Friedrich Wilhelms I. im Jahre 1740 wurde dessen Sohn und Nachfolger Friedrich II. (1712–1786), später „der Große“ genannt, sein Dienstherr. Dieser beförderte ihn während des Ersten Schlesischen Krieges (1740–1742) am 17. November 1741 zum Major.
Im Zweiten Schlesischen Krieg (1744–45) erfolgte am 3. August 1745 seine Beförderung zum „Oberstlieutenant“. Offenbar zeichnete er sich in diesem Krieg besonders aus, denn er erhielt am 4. Juni 1747 einen der höchsten preußischen Orden, den Pour le Mérite.
Am 12. Juli 1749 wurde er zum Oberst und Kommandeur des Kürassierregiments von Bredow ernannt. Damit unterstand er unmittelbar dem König.
Am 3. August 1756 wurde er zum Generalmajor befördert und gleichzeitig zum Chef des Dragonerregiments von Rüts bestellt. Als drei Wochen später der Dritte Schlesische oder Siebenjährige Krieg ausbrach, war Plettenberg zunächst unter dem berühmten Feldmarschall von Schwerin tätig. Ab dem 14. September 1756 waren ihm bei Glatz in Niederschlesien das Dragonerregiment von Stechow und das Husarenregiment von Wechmar unterstellt. Auf Wunsch des Königs blieb er in Schlesien, obwohl sein eigenes Regiment von Rüts in Preußen stand.
In der Schlacht bei Prag am 6. Mai 1757 befehligte er den äußeren linken Flügel der zweiten Schlachtlinie. Seinem Befehl unterstanden dabei die beiden Dragonerregimenter Katte und Normann. Die fünfstündige Schlacht, bei der auf preußischer Seite 67.000 und auf österreichischer Seite 61.000 Mann kämpften, gehörte zu den blutigsten und verlustreichsten, die Friedrich der Große geführt hat. Die preußischen Verluste beliefen sich auf 14.300 Mann oder gut 21 %. Darunter waren der Feldmarschall Graf Schwerin, der an der Seite des Königs die Schlacht lenkte, und elf Generäle. Plettenberg selbst wurde so schwer verwundet, dass er seine Felddienstfähigkeit nicht mehr wiedererlangte.
Am 9. Februar 1758 war er Mitglied des Kriegsgerichts über die Generalleutnants von Lestwitz, von Katte und von Kyau wegen der Übergabe von Breslau.
In der Folge konnte er die Tätigkeit ausüben, für die er offenbar besonders befähigt war: Friedrich der Große, der ihn schon immer als Kavallerist und Pferdekenner geschätzt hatte, übertrug ihm 1758 die Besorgung der Remonten, der 3–4-jährigen Nachwuchspferde. Den Auftrag erledigte er anscheinend mit besonderem Geschick. In den Jahren 1759 und 1760 besorgte er die Remonten fast für die gesamten in Schlesien stehenden Husaren- und Dragonerregimenter.
Am 17. Juni 1761 schied Plettenberg im Range eines „Generallieutenants“ krankheitshalber aus dem Dienst aus. Fortan lebte er laut seinen Personalunterlagen „auf seinen Gütern in Westfalen“. Er starb am 17. März 1777 an einer – wie es im Unnaer Kirchenbuch heißt – „zwölff tagigen schmerzhafften und abzehrenden Kranckheit“ und wurde auf dem Chor der evangelischen Stadtkirche Unna begraben.
Friedrich der Große hat ihn offenbar sehr geschätzt. Am 25. Mai 1777 sandte er den Personalunterlagen zufolge Plettenbergs Sohn Dietrich Christian (1748–1818), damals Leutnant im Leibregiment zu Pferde, „ein herzliches Beileidsschreiben“.

## Familie

### Heirat
Plettenberg heiratete am 9. März 1734 im Alter von 35 Jahren Charlotte Sibylla Hendrina Adolphina von Edelkirchen zur Heyde aus dem 30 km westlich von Lenhausen gelegenen Halver. Sie stammte nicht von dem Rittergut Haus Heyde bei Unna, das ihr Mann 1743 kaufte (insoweit liegt eine Verwechselung bei Friedrich von Klocke bezüglich der Ahnen Friedrichs von Bodelschwingh vor).
Obrigkeitlich hatte Plettenberg mit der Verehelichung einige Schwierigkeiten: Sein Gesuch um Erlaubnis zur Heirat war ihm am 30. Oktober 1733 von König Friedrich Wilhelm I., ohne dessen Genehmigung damals kein Offizier heiraten durfte, abgeschlagen wurde. Die königlichen Ablehnungsworte sind noch überliefert: Es wäre schade um ihn, wenn er heiratete, denn er der beste Officir des Regiments ist. Knapp drei Monate später, am 20. Januar 1734, bekam er dann doch noch die Erlaubnis des Königs zur Heirat, nachdem er eine Verbesserung seiner Kompanie gemeldet hatte.

### Nachkommen
Obwohl Plettenbergs Frau Charlotte schon 1751 im Alter von nur 36 Jahren starb, gingen aus der 17-jährigen Ehe neun Kinder hervor, fünf Jungen und vier Mädchen. Wie die nachstehende Aufstellung zeigt, starben die sechs ältesten Kinder schon lange vor ihrem Vater, nur die drei jüngsten erreichten ein höheres Alter.
- Johan Christoph Arnold, geboren am 15. Januar 1735. Christoph Friedrich ältester Sohn trat wie er bei der Kavallerie ein und war in seinem früheren Kürassierregiment von Bredow tätig. In der Schlacht von Zorndorf nahe Küstrin am 25. August 1758, an der er als Leutnant teilnahm, wurde er schwer verwundet. Er starb am 3. Januar 1759 an den Folgen der Verletzung als 23-Jähriger in Berlin.

- Friederich Wilhelm Carl Ferdinand, geboren am 28. März 1736. Er starb 15-jährig am 13. November 1751 auf Haus Heyde und wurde in der Stadtkirche Unna begraben.

- Anna Charlotta Sophia, geboren im November 1737 und gleich gestorben.

- Janna Lowisa Friderica Eleonora, geboren am 21. Juni 1738, gestorben 1743.

- Sophia Carolina Josina, geboren am 7. September 1740, gestorben 1742.

- Carl Frid. August, geboren am 31. Oktober 1742, gestorben 1744.

- Henrich Ludwig Giesbert, geboren am 8. Mai 1744. Er starb am 20. Mai 1799 im Alter von 55 Jahren. Als Ältester der drei überlebenden Kinder erbte er aufgrund der testamentarischen Verfügungen seines Vaters Haus Heyde mit dem Gut Binkhoff. Er war offenbar ein guter Wirtschafter, denn 1785 ersteigerte er das etwas weiter nördlich liegende Gut Bögge im heutigen Bönen mit dem Gut Nordhof. Er hatte keine Söhne, nur Töchter. Die älteste von ihnen, Friederike (1768–1850), seine Erbin, heiratete 1785 Franz von Bodelschwingh-Velmede (1754–1827) aus der weiteren Nachbarschaft. Sie wurden die Stammeltern einer weit verzweigten Familie mit bedeutenden Persönlichkeiten. Ihre beiden Söhne Ernst (1794–1854) und Carl von Bodelschwingh (1800–1873) wurden preußische Minister. Zwei ihrer Enkel, Friedrich (1831–1910) und Ida von Bodelschwingh (1835–1894), die sich auf Haus Heyde verlobten und dort heirateten, bauten die weltberühmten von Bodelschwinghschen Anstalten Bethel auf.

- Diederich Christian Johan, geboren am 23. Oktober 1748. Er schlug wie sein Vater die Militärlaufbahn ein. Anders als dieser lebte er aber offenbar sehr flott und machte erhebliche Schulden. Schließlich sprangen sein älterer Bruder Henrich Ludwig Giesbert und sein Schwager für ihn ein und zahlten die Schulden mit überhöhten Zinsen zurück. Er hat sich aber dann offenbar gefangen und brachte es später zum Oberst im preußischen Kürassierregiment Nr. 3. Anscheinend erbte er von seinem Vater das Rittergut Stockum im Sauerland (heute Sundern-Stockum). 1792 heiratete er Carolina Wilhelmina Dorothea Christiane von Plettenberg zu Schwarzenberg (1770–1851) und hatte mit ihr einen Sohn, Eugen Gustav Friedrich Adolf (1805–1886), den Vater des Generals Karl von Plettenberg. Er starb 1818.

- Henrietta Carolina Albertina, das am 3. September 1750 geborene jüngste Kind. Sie heiratete am 26. Juli 1767 – also noch 16-jährig – auf Haus Heyde einen Nachbarn aus dem gleichen Geschlecht, aber einer anderen Linie, nämlich Johann Adolph Friedrich von Plettenberg zu Schwarzenberg (1725–1787), den Erben von Haus Heeren. Sie starb am 25. September 1794.

Von 1743, als Plettenberg Haus Heyde kaufte, bis 1799, als sein Sohn und Erbe Henrich Ludwig starb, nannten sich die Eigentümer der beiden nur 2,4 km auseinander liegenden Adelssitze Heeren und Heyde: von Plettenberg. Es waren zwei unterschiedliche Linien des weitverzweigten Geschlechts, nämlich „zu Lenhausen Stockum“ auf Heyde und „zu Schwarzenberg“ auf Heeren. Durch wechselseitiges Heiraten waren sie aber sehr eng miteinander verbunden.

## Kauf von Heyde und Binkhoff
1743 nach Beendigung des Ersten Schlesischen Krieges kaufte Plettenberg das Rittergut Haus Heyde in (Unna-)Uelzen in der Größe von gut 100 Hektar zusätzlich einer Anzahl dazugehöriger Bauernhöfe zum Preis von 40.722 Reichstalern. Er war damals 45 Jahre alt und im Rang eines „Obristwachtmeisters“. Verkäufer war der Offizier Jan Steffen Heidenreich von Palant zu Schadeburg (* Juni 1705), der das Gut von seinem kinderlosen Onkel Johan Diederich Heidenreich von Ascheberg († 7. August 1712) geerbt hatte. Was ihn zum Kauf gerade dieses Rittergutes bewogen hat, ist unbekannt. Es hatte jedenfalls den Vorteil, dass es – anders als sein bisheriges Besitztum – in einem protestantischen Gebiet lag und nicht allzu weit von seiner bisherigen Heimat. Ferner könnte eine Rolle gespielt haben, dass Verwandte von ihm, nämlich die von Plettenberg auf Haus Heeren, ganz in der Nähe ihren Wohnsitz hatten und seine einzige Schwester Anna Sophia Lucia (* 1700) 1727 Heinrich Wilhelm von Vaerst, den Erben des nur fünf km entfernten Haus Westhemmerde geheiratet hatte und dort wohnte. Vielleicht mag auch seiner Frau, die von einem Rittersitz namens Heyde in Halver stammte, die Namensgleichheit besonders sympathisch gewesen sein.
Anscheinend wurde wie bei seiner Heirat wieder eine für ihn sehr wichtige Sache, jetzt der Kauf des Wohnsitzes, durch seinen obersten Dienstherrn verzögert. In seinem militärischen Lebenslauf ist nämlich vermerkt, dass ihm am 27. Juli 1743 die Erlaubnis zu einer Reise abgeschlagen wurde. Die Begründung, diesmal offenbar aus der Feder Friedrich des Großen, lautete: „Bey dem Regiment scheinet die Einführung guther Disziplin und Ordnung nöthiger zu seyn, als die Rekrutierung, weshalb Ihr dazu fleißig mitarbeiten sollet.“ Wahrscheinlich sollte die Reise ihm vor allem dazu dienen, Haus Heyde zu kaufen. Kurz darauf war Plettenberg aber doch in Westfalen und erwarb am 19. September 1743 das Gut Heyde. Um den Kaufpreis zahlen zu können, verkaufte er seinen ererbten Anteil am Gut Lenhausen im Sauerland. 1746, also nach dem Zweiten Schlesischen Krieg, konnte er 1.930 Taler Schulden zurückzahlen, die er beim Kauf von Heyde vom Verkäufer übernommen hatte.
Am 10. Juli 1748 bekam er zwei Monate „Urlaub auf seine in der Grafschaft Mark gelegenen Güter“. Eine Abwesenheit von vier Monaten vom Regiment, um die er wohl ersucht hatte, wurde ihm aber nicht gestattet. Unter dem 27. September 1754 ist verzeichnet, dass er zwei Monate „Urlaub auf seine Güter nach Westfalen“ erhalten hatte. Dies waren das ererbte Gut Stockum und das 1743 erworbene Gut Heyde. Aus diesen Eintragungen um Urlaubsgewährung in seinen Personalakten kann der Schluss gezogen werden, dass er sich während seiner aktiven Zeit als Offizier nur selten in Westfalen aufgehalten hat. Nach seiner Pensionierung am 17. Juni 1761 lebte er dann offenbar dauernd auf Heyde, und zwar über 15 Jahre bis zu seinem Tod im Jahre 1777. Er ist im Übrigen der erste Besitzer von Haus Heyde, von dem ein Bild erhalten ist.
Er war anscheinend auch noch im Ruhestand sehr aktiv. Vermutlich hat er 1743 beim Kauf des Schlosses, dessen frühe Baugeschichte weitgehend unbekannt ist, nur das Herrenhaus und einige einzeln stehende Wirtschaftsgebäude vorgefunden und eine Erweiterung zu einer repräsentativen Dreiflügelanlage im Geiste des Barock unternommen. Sein Sohn und Erbe Henrich Ludwig hat möglicherweise das Werk zu Ende geführt. Von ihnen beiden wurde wahrscheinlich auch der Park angelegt, von dem heute noch eine Anzahl Bäume vorhanden sind und fünf als Naturdenkmale unter Schutz stehen.
1768 erwarb Plettenberg noch das knapp 4 km nördlich liegende Gut Binkhoff in (Bönen-)Altenbögge. Damit war er Eigentümer von drei Rittergütern: das ererbte Stockum im Sauerland, Heyde und Binkhoff.

## Sonstiges
2002 wurde in einem Neubaugebiet von Uelzen (Unna) der Von-Plettenberg-Weg zur Erinnerung an die Plettenbergs auf Haus Heyde benannt.
In dem im Juni 2014 erschienenen fantastischen Jugendroman Grenzgänger. Ein Ruhrpott-Roadmovie, geschrieben von 66 Jugendlichen aus sechs Ruhrgebietsstädten, ist einer der drei Hauptfiguren ein Michael Friedrich Gustav von Plettenberg aus Duisburg, im Roman ein Nachfahre des Christoph Friedrich Steffen von Plettenberg auf Haus Heyde. Im Schlusskapitel, das beim ehemaligen Haus Heyde spielt, tritt Ahnherr von Plettenberg als Geist auf, der seinem Nachfahren hilft, mit Hilfe der von ihm gepflanzten „magischen“ Platane von seiner Besessenheit befreit zu werden.